# ضد متعدد النسائل
ضد متعدد النسائل أو الأجسام المضادة متعددة النسائل (بالإنجليزية: Polyclonal antibodies، واختصارًا: pAbs) هي أجسام مضادة تفرزها نسائل مختلفة من الخلايا البائية ضمن الجسم (في حين أن الأجسام المضادة وحيدة النسيلة تأتي من نسيلة خلوية واحدة). وهذه الأجسام عبارة عن مجموعة من جزيئات الغلوبيولين المناعي تتفاعل ضد مولد ضد محدد وكل منها يتعرف على حاتمة مختلفة.

## إنتاجها
إن العملية العامة لإنتاج الأضداد متعددة النسائل هي كالتالي:
1. تحضير المستضد
2. انتخاب أو اختيار عامل مساعد وتحضيره
3. اختيار الحيوان
4. عملية الحقن
5. استخلاص مصل الدم

يُحقن زوج المستضد/ العامل المساعد إلى الحيوان المنتخب لتفعيل الاستجابة المناعية المضخمة، وبعد سلسلة من عمليات الحقن ذات الفترات الزمنية المعينة، يُتوقع من الحيوان المحقون أن يُشكل أضدادًا استجابة للمادة المحقونة. من ثم يُستخرج الدم من الحيوان ويُنقّى للحصول على الأضداد المطلوبة.
يُلقّح الحيوان الثديي المناسب مثل الفئران أو الأرانب أو الماعز. يُفضل اللجوء إلى الحيوانات الثديية الأضخم حجمًا لكون حجم المصل الذي يمكن جمعه منها أكبر. يُحقن المستضد إلى هذا الحيوان الثديي، الأمر الذي يُؤدّي إلى تحفيز الخلايا اللمفاوية البائية على إنتاج الغلوبولين المناعي من النمط IgG الخاص بالمستضد المحقون. بعد ذلك تُنقى هذه الأضداد متعددة النسائل من النمط IgG من مصل الحيوان الثديي.
وعلى عكس ذلك، تُستخرج الأضداد وحيدة النسيلة من خطوط الخلايا الوحيدة.
توجد العديد من المنهجيات لإنتاج الأضداد متعددة النسائل في المخابر الحيوانية. تُوجّه عمومًا التدابير المؤسسية المنظمة لاستخدام الحيوانات والعمليات المتعلقة بهذه المنهجيات، حول الاعتبارات الإنسانية والسلوك المناسب لاستخدام العوامل المساعدة (وهي عوامل تعدّل تأثير العوامل الأخرى بينما تملك بضعًا من التأثيرات المباشرة لوحدها). يتضمّن ذلك انتخاب أو اختيار العامل المساعد بالإضافة إلى طرق ومواقع التطبيق والحجوم المحقونة في الموقع وعدد المواقع المحقون بها في الحيوان الواحد. تتضمّن عمومًا السياسات المؤسسية حجومًا مسموحة من الدم بالاستخلاص الواحد واحتياطات السلامة بما في ذلك حجز الحيوان وتهدئته وتخديره تحضيرًا للتداخل الجراحي.
إن الهدف الأساسي لإنتاج الأضداد في مخابر الحيوانات هو الحصول على عيار حجمي وألفة أعلى للمضاد المصلي لاستخدامه في التجارب أو الاختبارات التشخيصية. تُستخدم العوامل المساعدة لتحسين أو تعزيز الاستجابة المناعية تجاه المستضد. تُؤمن أغلب العوامل المساعدة مخازن مستضدات لموقع الحقن، الأمر الذي يسمح بتحرر بطيء للمستضد إلى العقد اللمفية المفرغة.
تعمل العديد من العوامل المساعدة بشكل مباشر كـ:
1. عوامل فعالة على السطح تعزز تركيز جزيئات البروتين المستضد على مساحة سطح واسعة.
2. جزيئات أو خصائص معزّزة للمناعة. تُستخدم العوامل المساعدة عمومًا مع بروتين مستضد منحل لزيادة العيارات الحجمية وتعزيز الاستجابة المطوّلة ذات الذاكرة المشاركة.

تُعتبر مثل هذه الأضداد لوحدها مستمنعات ضعيفة. تحرّض المستضدات البروتينية الأكثر تعقيدًا انتساخ الخلايا البائية المتعددة خلال الاستجابة المناعية، وبالتالي، تكون الاستجابة متعددة النسائل، بينما تكون الاستجابات تجاه المستضدات غير البروتينية ضعيفة عمومًا أو تُعزز باستخدام العوامل المساعدة، ولا تحوي نظام ذاكرة.
تُنتج حاليًا الأضداد من عزل الخلايا اللمفاوية البائية البشرية بغاية إنتاج مزيج أضداد مأشوبة وحيدة النسيلة معيّنة. تطوّر شركة سمفوجين المعنية بالتقانة الحيوية، هذا النمط من الأضداد من أجل التطبيقات العلاجية. وهي شركة البحث الأولى التي تصل إلى المرحلة الثانية من اختبارات مزائج الأضداد وحيدة النسيلة التي تحاكي تنوع أدوية الأضداد متعدّدة النسائل. يمنع هذا المنتج من انتقال الفيروسات والبريونات التي تمثل الشكل المبسط من الإجراء.

## انتخاب أو اختيار الحيوان المحقون
من الحيوانات المستخدمة عادةً للإنتاج الأضداد متعدّدة النسيلة الدجاج والماعز وخنازير غينيا والأقداد والأحصنة والفئران والجرذان والخراف.
من ناحية أخرى، تُعد الأرانب الحيوانات الأكثر استخدامًا لأجل هذا الغرض. يجب انتخاب الحيوان المستخدم بالاستناد إلى:
1. كمية الأضداد المرغوب إنتاجها.
2. العلاقة بين معطي المستضد ومنتج الضد المستلم (عمومًا كلما كانت الصلة التطورية أبعد بينهما، زاد احتمال تولّد استجابات مناعية حجمية عند الحيوان المحقون).
3. الخصائص الضرورية (على سبيل المثال، الصف وتحت الصف (النمط الإسوي) والطبيعة المعدلة المتممة) للأضداد المراد إنتاجها.

إن التمنيع والفصاد متعلقان بالتوتر، على الأقل عند استخدام الأرانب والقوارض، تُفضّل الحيوانات الخالية من عوامل ممرضة معينة. يمكن لاستخدام مثل هذه الحيوانات أن يقلل بشكل كبير من معدّلات الإمراضية والوفيات المسببة بالعضويات الممرضة، بشكل خاص الباستوريلة القتالة بحالة الأرانب.
تُستخدم الماعز والأحصنة عمومًا عند الحاجة لإنتاج كميات كبيرة من الأمصال المضادة. يُفضل العديد من المتحرّين الدجاج لبعدها التطوري عن الثدييات. ينقل الدجاج كميات كبيرة من الضد IgY (IgG) إلى صفار البيض، وتحصيل الأضداد من البيض يقصي الحاجة إلى إجراءات نازفة باضعة.
تحتوي البيضة بعمر الأسبوع من الأضداد عشرة أضعاف حجم دم الأرنب المستحصل من نزف أو جمع دم أسبوع. إلا أنّ هناك عددًا من الأضداد المنتجة من الدجاج في المعايرات المناعية. لا تتثبّت أضداد الدجاج من النمط IgY على المتمم الثديي C1 كما لا تعمل كضد مفعّل أو مساهم باستخدام المحاليل المعيارية.
وبالرغم من استخدام الفئران عادةً في إنتاج الأضداد وحيدة النسيلة، يحدّ حجمها الصغير من استخدامها لإنتاج كميات وافية من الأضداد المصلية متعدّدة النسائل. من ناحية أخرى، يمكن للأضداد متعدّدة النسائل المنتجة في الفئران أن تُجمع من سوائل الاستسقاء باستخدام أي منهجية من منهجيات الاستسقاء المنتجة.
عند استخدام الأرانب، يجب استخدام الحيوانات البالغة الفتية (التي تزن بين 2.5 إلى 3 كغ أو 5.5 إلى 6.5 باوندًا) في التمنيع الأولي بسبب الاستجابة المناعية المتشكلة الشديدة. تبلغ الوظيفة المناعية الذروة خلال البلوغ وتنقص الاستجابات الأولية للمستضدات الجديدة مع العمر. تُفضل الأرانب المؤنثة عمومًا لأنها أكثر طوعًا كما سُجّل تشكيلها استجابة مناعية أقوى من الذكور.  يجب استخدام على الأقل حيوانين للمستضد الواحد عند استخدام حيوانات تزاوج الأباعد. يقلل هذا المبدأ من الفشل المحتمل الكلي الناتج عن عدم تشكل استجابة مناعية تجاه المستضد للحيوان الواحد.

## تحضير المستضد
يمكن للحجم ومدى التجمّع والتولّد النسبي للبروتين المستضد، أن تؤثّر بشكل كبير على نوعية وكمية الأضداد المتشكلة. يترتب عادةً إرفاق أو تشبيك عديدات الببتيد الصغيرة والمستضدات غير البروتينية عمومًا مع بروتينات حاملة مستمنعة أكبر حجمًا، بغاية زيادة الاستمناع وتأمين حواتم الخلايا التائية. عمومًا، كلما كان البروتين المستمنع أكبر كان أفضل. البروتينات الكبيرة، حتى بالحجوم الصغيرة تؤدّي عادةً إلى ارتباط أفضل مع المستضد ما يقدّم خلايا معالجة للمستضد من أجل الاستجابة المناعية المرضية. يشكّل حقن البروتينات غير القابلة للذوبان وغير المتجمعة احتمالًا أكبر بإحداث تحمّل فضلًا عن استجابة مرضية تجاه المستضد.
يُعدّ الهيموسيانين اللزيق (KLH) والمصل البقري من البروتينات الناقلة واسعة الاستخدام. وقد استُخدم البولي-ل-ليزين بنجاح كركيزة للببتيدات. بالرغم من إنقاص استخدام البولي-ل-ليزين أو حدّه من إنتاج الأضداد تجاه البروتينات الغريبة، قد يُؤدي إلى فشل في إنتاج الأضداد المفعلة بالببتيد. استخدمت الليبوزومات مؤخرًا بشكل ناجح في إيتاء الببتيدات الصغيرة، وتُعد هذه التقنية بديلًا عن الإيتاء بواسطة المستحلبات الزيتية.